# 婚假
婚假是法律容許工作者因結婚而休假，工資如數支付。在世界上這是並不常見的法律，例子包括馬爾他（兩工作天 "two working days"）及愛爾蘭，中國大陸及台灣。

## 中國大陸
山西省是特別的享有30天的假期，青海省是特別的享有15天的假期。
一般都是享有3天的假期，北京市在3天的基礎上，多加7天，總共10天假期。軍隊的規定則是 3天的基礎 + "7天晚婚假" = 10天; 雙方都享有晚婚假，但如果其中一人太年輕，則只有晚婚那個人享有晚婚假。

## 晚婚的意思
男：22歲+3年=25歲
女：20歲+3年=23歲
在1982年，由於人口持續上升，所以政府建議年輕人就算到了合法結婚的年紀，都應該多長大3歲才結婚。